# Xanthorhoe punctilineata
Xanthorhoe punctilineata är en fjärilsart som beskrevs av Walker 1862. Xanthorhoe punctilineata ingår i släktet Xanthorhoe och familjen mätare. Inga underarter finns listade i Catalogue of Life.